# Пољска на Дечјој песми Евровизије
Пољска је 8 пута учествовала на Дечјој песми Евровизије. Због лошег пласмана, TVP се повукла са такмичења. Након 12 година одсуства, Пољска се вратила на такмичење 2016. године.

## Представници
| Година    | Извођач(и)        | Песма                | Пласман          | Поени            |
| --------- | ----------------- | -------------------- | ---------------- | ---------------- |
| 2003      | Kasia Żurawik     | Coś mnie nosi        | 16               | 3                |
| 2004      | KWADro            | Łap życie            | 17               | 3                |
| 2005–2015 | Није учествовала  | Није учествовала     | Није учествовала | Није учествовала |
| 2016      | Olivia Wieczorek  | Nie zapomnij         | 11               | 60               |
| 2017      | Alicja Rega       | Mój Dom              | 8                | 138              |
| 2018      | Roksana Węgiel    | Anyone I Want To Be  | 1                | 215              |
| 2019      | Viki Gabor        | Superhero            | 1                | 278              |
| 2020      | Ala Tracz         | I'll Be Standing     | 9                | 90               |
| 2021      | Sara James        | Somebody             | 2                | 218              |
| 2022      | Laura Bączkiewicz | To the Moon          | 10               | 95               |
| 2023      | Maja Krzyżewska   | I Just Need A Friend | 6                | 124              |
| 2024      | Dominik Arim      | All Together         | 12               | 61               |
| 2025      |                   |                      |                  |                  |

## Организовање Дечје песме Евровизије
| Година | Град    | Место одржавања     | Водитељ(и)                                              |
| ------ | ------- | ------------------- | ------------------------------------------------------- |
| 2019   | Гљивице | Гљивице Арена       | Ида Новаковска, Александер Сикора и Роксана Вегјел      |
| 2020   | Варшава | Студио 5 зграде TVP | Ида Новаковска, Малгоржата Томашевска и Рафал Бжозовски |